# Eldorado (Illinois)
Eldorado is een plaats (city) in de Amerikaanse staat Illinois, en valt bestuurlijk gezien onder Saline County.

## Demografie
Bij de volkstelling in 2000 werd het aantal inwoners vastgesteld op 4534. In 2006 is het aantal inwoners door het United States Census Bureau geschat op 4413, een daling van 121 (-2,7%).

## Geografie
Volgens het United States Census Bureau beslaat de plaats een oppervlakte van 6,1 km², waarvan 6,0 km² land en 0,1 km² water. Eldorado ligt op ongeveer 117 m boven zeeniveau.

## Plaatsen in de nabije omgeving
De onderstaande figuur toont nabijgelegen plaatsen in een straal van 16 km rond Eldorado.